# Тахе (селище)
Тахе (кит. 塔河镇, пін. Tăhé Zhèn) — містечко у КНР, адміністративний центр однойменного повіту у складі префектури Дасін'аньлін.

## Географія
Тахе лежить на річці Хумахе (басейн Амуру) на схід від Великого Хінгану.

### Клімат
Містечко знаходиться у зоні, котра характеризується континентальним субарктичним кліматом. Найтепліший місяць — липень із середньою температурою 18.3 °C (64.9 °F). Найхолодніший місяць — січень, із середньою температурою -27.6 °С (-17.7 °F).
| Клімат Тахе             | Клімат Тахе | Клімат Тахе | Клімат Тахе | Клімат Тахе | Клімат Тахе | Клімат Тахе | Клімат Тахе | Клімат Тахе | Клімат Тахе | Клімат Тахе | Клімат Тахе | Клімат Тахе | Клімат Тахе |
| Показник                | Січ.        | Лют.        | Бер.        | Квіт.       | Трав.       | Черв.       | Лип.        | Серп.       | Вер.        | Жовт.       | Лист.       | Груд.       | Рік         |
| Середній максимум, °C   | −20,7       | −14,5       | −4,6        | 6,4         | 15,7        | 21,5        | 23,4        | 20,8        | 14,3        | 3,8         | −10,8       | −20,1       | 2,9         |
| Середня температура, °C | −27,6       | −22,9       | −12,9       | −0,1        | 8,7         | 15,3        | 18,3        | 15,7        | 8,7         | −1,9        | −16,5       | −26,1       | −3,4        |
| Середній мінімум, °C    | −35,7       | −32,8       | −22,6       | −8,2        | −0,1        | 5,7         | 10          | 7,5         | 0,7         | −10,2       | −25,1       | −33,3       | −12         |
| Норма опадів, мм        | 4           | 3.7         | 8           | 26          | 41          | 76.7        | 123.7       | 106.6       | 60.1        | 18          | 10.6        | 6.6         | 485         |
| Днів з опадами          | 6,3         | 5,1         | 5,4         | 7,7         | 9,9         | 14,2        | 16,5        | 16,2        | 12,3        | 6,7         | 7,7         | 9,2         | 117,2       |
| Вологість повітря, %    | 81.4        | 76.6        | 67.5        | 55.8        | 52          | 64.4        | 74          | 76.3        | 70.8        | 65.2        | 80.2        | 86.5        | 70.9        |
| ----------------------- | ----------- | ----------- | ----------- | ----------- | ----------- | ----------- | ----------- | ----------- | ----------- | ----------- | ----------- | ----------- | ----------- |
| Джерело: Weatherbase    |             |             |             |             |             |             |             |             |             |             |             |             |             |